# Aphanogmus trispinosus
Aphanogmus trispinosus är en stekelart som beskrevs av Szelenyi 1940. Aphanogmus trispinosus ingår i släktet Aphanogmus och familjen pysslingsteklar. Inga underarter finns listade i Catalogue of Life.